# 유계 변동 함수
실해석학에서 유계 변동 함수(有界變動函數, 영어: function of bounded variation)는 특정한 위치에서 변화할 수 있는 범위가 제한된 함수이다.

## 정의

### 1차원 유계 변동 함수
닫힌구간 {\displaystyle [a,b]\subsetneq \mathbb {R} }의 분할은 다음과 같은 수열이다.
{\displaystyle P=(p_{0},p_{1},p_{2},\dots ,p_{|P|})\qquad (a=p_{0}\leq p_{1}\leq p_{2}\leq \dotsb \leq p_{|P|}=b)}
닫힌구간 {\displaystyle [a,b]}의 모든 분할들의 집합을 {\displaystyle \operatorname {Part} ([a,b])}라고 적자. 이는 다음과 같은 꼴이다.
{\displaystyle \operatorname {Part} ([a,b])=\bigsqcup _{N=1}^{\infty }\operatorname {Part} _{N}([a,b])\cong \bigsqcup _{N=1}^{\infty }\triangle ^{N-1}}
여기서 {\displaystyle \operatorname {Part} _{N}([a,b])}은 크기 {\displaystyle N}의 분할들의 공간이며, 이는 {\displaystyle N-1}차원 단체 {\displaystyle \triangle ^{N-1}}와 동형이다.
임의의 함수
{\displaystyle f\colon [a,b]\to \mathbb {R} }
및 분할 {\displaystyle P\in \operatorname {Part} ([a,b])}
에 대하여, 변동
{\displaystyle \sum _{i=1}^{|P|}\|f(p_{i})-f(p_{i-1})\|\in [0,\infty )}
을 정의할 수 있다. {\displaystyle f}의 전변동(全變動, 영어: total variation) {\displaystyle \|f\|_{\operatorname {BV} }}는 모든 변동들의 상한이다.:530
{\displaystyle \operatorname {V} (f)=\sup _{P\in \operatorname {Part} ([a,b])}\sum _{i=1}^{|P|}\|f(p_{i})-f(p_{i-1})\|\in [0,\infty ]}
임의의 함수 {\displaystyle f\colon [a,b]\to \mathbb {R} }에 대하여 다음 세 조건이 서로 동치임을 보일 수 있다.
- {\displaystyle \operatorname {V} (f)<\infty }
- {\displaystyle f=g-h}인 두 증가 함수 {\displaystyle g,h\colon [a,b]\to \mathbb {R} }, {\displaystyle a\leq s\leq t\leq b\implies g(s)\leq g(t),\;h(s)\leq h(t)}가 존재한다.
- 연속 함수의 공간 {\displaystyle {\mathcal {C}}^{0}([a,b])} 위에 유계 작용소 {\displaystyle {\mathcal {C}}^{0}([a,b])\to \mathbb {R} }, {\displaystyle g\mapsto \textstyle \int g\,\mathrm {d} f}를 정의한다. (이 적분은 르베그-스틸티어스 적분이다.)

이 조건을 만족시키는 함수를 유계 변동 함수라고 한다.:530
유계 변동 함수들의 공간을 {\displaystyle \operatorname {BV} ([a,b],\mathbb {R} )}로 표기하자. 그렇다면, {\displaystyle (\operatorname {BV} ([a,b],\mathbb {R} ),\|-\|_{\operatorname {L} ^{1}}+\operatorname {V} (-))}는 노름 공간을 이룬다.

### 다차원 유계 변동 함수
유계 열린집합 {\displaystyle \Omega \subseteq \mathbb {R} ^{n}}이 주어졌다고 하자. 임의의 함수 {\displaystyle f\in \operatorname {L} ^{1}(\Omega ,\mathbb {R} )}의 전변동을 다음과 같이 정의하자.
{\displaystyle \operatorname {V} (f)=\sup _{\mathbf {g} \in X}\int _{\Omega }f(x)\nabla \cdot \mathbf {g} (x)\,\mathrm {d} x}
여기서
{\displaystyle X=\operatorname {cl} (\operatorname {ball} _{\operatorname {L} ^{\infty }(\Omega ,\mathbb {R} ^{n}))}(0,1))\cap {\mathcal {C}}_{\text{comp}}^{1}(\Omega ,\mathbb {R} ^{n})}
는 다음과 같은 조건을 만족시키는 함수 {\displaystyle \mathbf {g} \colon \Omega \to \mathbb {R} ^{n}}로 구성된 공간이다.
- 연속 미분 가능 함수이다 ({\displaystyle {\mathcal {C}}^{1}}).
- 어떤 콤팩트 집합 {\displaystyle K\subseteq \Omega }에 대하여, {\displaystyle \forall x\in \Omega \setminus K\colon \mathbf {g} (x)=\mathbf {0} }이다.
- 노름이 1 이하이다. 즉, {\displaystyle \forall x\in \Omega \colon \|\mathbf {g} (x)\|\leq 1}이다. 여기서 {\displaystyle \operatorname {vol} (-)}은 유클리드 공간의 르베그 측도이다. (즉, {\displaystyle \mathbf {g} }의 {\displaystyle \operatorname {L} ^{\infty }}-노름이 1 이하이다.)

그렇다면, 전변동이 유한한 함수들의 공간을 {\displaystyle \operatorname {BV} (\Omega ,\mathbb {R} )}라고 하자.
{\displaystyle \operatorname {BV} (\Omega ,\mathbb {R} )=\{f\in \operatorname {L} ^{1}(\Omega ,\mathbb {R} )\colon \|f\|_{\operatorname {BV} }<\infty \}}
그렇다면, 그 위에
{\displaystyle \|f\|_{\operatorname {BV} }=\|f\|_{\operatorname {L} ^{1}}+\operatorname {V} (f)}
를 정의하면, 이는 바나흐 공간을 이룬다.

## 성질

### 연산에 대한 닫힘
임의의 열린집합 {\displaystyle \Omega \subseteq \mathbb {R} ^{n}}에 대하여, 만약 {\displaystyle f,g\in \operatorname {BV} (\Omega ,\mathbb {R} )}라면, 다음이 성립한다.
{\displaystyle f+g\in \operatorname {BV} (\Omega ,\mathbb {R} )}
{\displaystyle fg\in \operatorname {BV} (\Omega ,\mathbb {R} )}
{\displaystyle (|f|+a)^{-1}\in \operatorname {BV} (\Omega ,\mathbb {R} )\qquad \forall a>0}

### 포함 관계
다음과 같은 포함 관계가 성립한다.
{\displaystyle {\mathcal {C}}_{\text{comp}}^{1}(\Omega ,\mathbb {R} )\subseteq \operatorname {BV} (\Omega ,\mathbb {R} )}
그러나
{\displaystyle {\mathcal {C}}_{\text{comp}}^{0}(\Omega ,\mathbb {R} )\not \subseteq \operatorname {BV} (\Omega ,\mathbb {R} )}
이다. 즉, 콤팩트 공간 위에서, 연속 미분 가능 함수는 유계 변동 함수이지만, 연속 함수는 유계 변동 함수가 아닐 수 있다.

### 전변동
만약 {\displaystyle f\in {\mathcal {C}}^{2}([a,b])}일 경우, 그 전변동은 다음과 같다.
{\displaystyle \operatorname {V} f=\int _{a}^{b}\,|f'(x)|\,\mathrm {d} x}
마찬가지로, 만약 어떤 열린집합 {\displaystyle \Omega }에 대하여
- {\displaystyle \operatorname {cl} (\Omega )}가 콤팩트 집합이며,
- {\displaystyle \partial \Omega }가 어떤 매끄러운 다양체의 {\displaystyle {\mathcal {C}}^{1}} 매장이라면,

{\displaystyle f\colon \operatorname {cl} (\Omega )\to \mathbb {R} }의 경우 {\displaystyle f\upharpoonright \Omega }는 유계 변동 함수이며,
{\displaystyle \operatorname {V} (f\upharpoonright \Omega )=\int _{\Omega }|\nabla f|}
이다.

### 특이점
유계 변동 함수 {\displaystyle f\colon [a,b]\to \mathbb {R} }는 두 증가 함수의 차이므로, {\displaystyle [a,b]}의 가산 개 점을 제외한 곳에서 f는 연속이며, [a, b]의 거의 어디서나 f의 도함수가 존재한다 (르베그 미분가능성 정리 참조). 또한 |f'|는 르베그 적분 가능하다.

### 분해 불가능성
{\displaystyle \operatorname {BV} ([a,b],\mathbb {R} )}는 분해 가능 공간이 아니다.

## 예
다음과 같은 함수는 {\displaystyle [0,1]}에서 유계 함수이고 {\displaystyle (0,1]}에서 연속 함수지만, {\displaystyle [0,1]}에서 유계 변동 함수가 아니다.
| {\displaystyle f(x)={\begin{cases}0&x=0\\\sin(1/x)&x\neq 0\end{cases}}} {\displaystyle \operatorname {V} (f)=\int _{0}^{1}\|x^{-1}\cos x^{-1}\|\,\mathrm {d} x=\infty } |
다음과 같은 함수는 {\displaystyle [0,1]}에서 유계 함수이고 {\displaystyle [0,1]}에서 연속 함수지만 {\displaystyle [0,1]}에서 유계 변동 함수가 아니다.
| {\displaystyle f(x)={\begin{cases}0&x=0\\x\sin(1/x)&x\neq 0\end{cases}}} {\displaystyle \operatorname {V} (f)=\int _{0}^{1}\|\sin x^{-1}-x^{-1}\cos x^{-1}\|\,\mathrm {d} x=\infty } |
다음과 같은 함수는 {\displaystyle [0,1]}에서 유계 함수이고, 연속 함수이며, 유계 변동 함수이다.
| {\displaystyle f(x)={\begin{cases}0&x=0\\x^{2}\sin(1/x)&x\neq 0\end{cases}}} {\displaystyle \operatorname {V} (f)=\int _{0}^{1}\|2x\sin x^{-1}-\cos x^{-1}\|\,\mathrm {d} x<\int _{0}^{1}(2x+1)\,\mathrm {d} x=2} |

## 같이 보기
- 르베그 공간
- 라돈 측도
- 전변동
- 이차변동성
- 전변동 잡음제거
- 전변동 점감

## 참고 문헌
1. 1 2  Frank Jones, Lebesgue Integration on Euclidean Space, Jones and Bartlett Mathematics, 2001